# Грузинская песня (Окуджава)
«Грузи́нская пе́сня» («Виногра́дная ко́сточка») — песня Булата Окуджавы, слова которой были написаны в 1967 году, а мелодия появилась в 1968 или 1969 году. Окуджава посвятил эту песню своему другу — грузинскому поэту Михаилу Квливидзе. Завершению работы над стихами способствовала встреча автора с будущей грузинской поэтессой Дали Цаавой, имя которой было использовано в тексте. «Грузинская песня» в авторском исполнении была записана на долгоиграющей пластинке, выпущенной фирмой «Мелодия» в 1976 году. Впоследствии её исполняли многие другие известные певцы и певицы.
Философ и культуролог Георгий Гачев, анализируя текст «Грузинской песни», делал вывод, что её автор находится в «синтезе Грузинского и Русского миров», на пересечении душ и умов этих народов, — в её словах можно найти как полные восхищения тосты от грузинского застолья, так и интонации печали и тоски, более присущие застолью русскому. Филолог Владислав Зайцев писал, что в «Грузинской песне» Окуджавы «нашла великолепное художественное воплощение философская и народно-поэтическая символика», а общечеловеческое звучание ей придаёт сквозной образ «земли этой вечной», проходящий рефреном через всё стихотворение.

## История
Виноградную косточку в тёплую землю зарою,

и лозу поцелую, и спелые гроздья сорву,

и друзей созову, на любовь своё сердце настрою…

А иначе зачем на земле этой вечной живу?

Собирайтесь-ка, гости мои, на моё угощенье,

говорите мне прямо в лицо, кем пред вами слыву,

царь небесный пошлёт мне прощение за прегрешенья…

А иначе зачем на земле этой вечной живу?

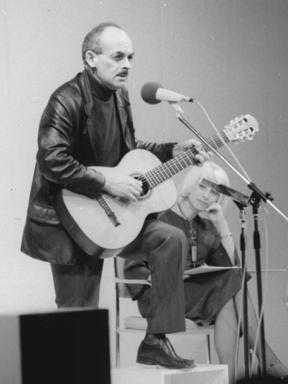
Булат Окуджава на сцене. 1976 год

В мае 1967 года во время своих выступлений в Ленинграде Булат Окуджава жил в гостинице по соседству со своим другом — грузинским поэтом Михаилом Квливидзе (1925—2005). Как-то в дверь номера Окуджавы постучалась молодая девушка, которая попросила его прочитать и оценить её стихи, написанные на грузинском языке. Это была Дали Цаава (1947—2003) — в то время студентка третьего курса филологического факультета Ленинградского государственного университета, а в будущем известная грузинская поэтесса. Окуджава признался, что он недостаточно хорошо знает грузинский язык, и предложил ей показать стихи Квливидзе, который жил в соседнем номере. Квливидзе стихи Цаавы понравились, и он посоветовал ей продолжать заниматься поэтическим творчеством. У Окуджавы же на тот момент был набросок будущего стихотворения — первые восемь строк, и романтическое имя девушки — «Да́ли» — помогло ему придумать продолжение («В тёмно-красном своём будет петь для меня моя Дали…»).
По воспоминаниям самого Окуджавы, сначала он записал строчку «Виноградную косточку в тёплую землю зарою», которая ему понравилась, а затем стал искать к ней смысл. В результате получилось восемь строк, включая рефрен «А иначе зачем на земле этой вечной живу», однако «законченности не было». Потом была история в Ленинграде с участием Михаила Квливидзе и Дали Цаавы. Окуджава рассказывал: «Она [Дали] ушла. У меня появилась строчка, появились атрибуты грузинские. Мише понравилось это стихотворение. Я посвятил его Квливидзе и назвал „Грузинская песня“». По поводу названия песни Окуджава говорил: «Это, в общем, на самом деле не совсем грузинская песня, но она смыкается по символике с грузинским фольклором, и я её так назвал». Впоследствии Квливидзе вспоминал: «Булат был изумительный человек. <…> Он мне подарил лучшую свою песню „Виноградную косточку в тёплую землю зарою“».
Вскоре Ленинградское телевидение записало небольшой ролик с Булатом Окуджавой, в котором он исполнял свои песни и читал стихи. Хотя эта запись в эфир не вышла, она сохранилась в архиве. В частности, Окуджава прочитал по бумажке совсем новое, только что написанное стихотворение «Грузинская песня». При этом некоторые строки отличались от варианта, ставшего впоследствии каноническим, — например, вместо седьмой строки «Царь небесный пошлёт мне прощение за прегрешенья» в этой ранней версии было обращение к гостям: «Ваши души — они наказанье моё и прощенье». Музыка появилась несколько позже. Окуджава вспоминал: «А потом появилось желание сочинить мелодию. Сочинил. Вот и всё». По словам писателя Дмитрия Быкова, автора биографии Окуджавы, «музыка была сочинена год спустя», то есть в 1968 году. В статье, опубликованной в августе 2008 года, Быков также отмечал: «Ровно 40 лет назад Окуджава написал „Грузинскую песню“». В то же время в публикациях Светланы Бойко и Анатолия Кулагина «Грузинская песня» датируется 1969 годом.
Впоследствии «Грузинская песня» стала одной из самых популярных песен Булата Окуджавы. В частности, она часто исполняется в грузинских ресторанах разных стран мира. О её популярности свидетельствует и интерес, проявляемый к ней пародистами: в частности, поэт Александр Иванов написал следующую пародию: «Разведу я костёр, и огонь разгорится на славу, / Я его поцелую и пеплом посыплю главу, / И умру от любви, чтоб ускорить посмертную славу — / А иначе зачем на земле Окуджавой слыву?»
Известно, что существует по крайней мере 30 изданий «Грузинской песни» (как с нотами, так и без). Среди них есть как сборники стихотворений и песен Булата Окуджавы — «Арбат, мой Арбат» (М., Советский писатель, 1976), «Стихотворения» (М., Советский писатель, 1984), «Песни Булата Окуджавы» (М., Музыка, 1989), «Чаепитие на Арбате» (М., Пан, 1996), так и коллективные сборники — «Песни русских бардов, часть I» (Париж, YMCA-Press, 1977), «Среди нехоженных дорог одна — моя» (М., Профиздат, 1989), «Антология бардовской песни» (М., Эксмо, 2007) и другие. В начале 1990-х годов поэт Григорий Поженян, составляя сборник «Поэты в раю не рождаются» (М., ГРИТ, 1993), предложил своим коллегам (всего их было 21) прислать ему по два стихотворения. Булат Окуджава, который вошёл в число приглашённых, выбрал для поженяновского сборника «Песенку об Арбате» и «Грузинскую песню».

## Исполнители
«Грузинская песня» в авторском исполнении была записана на долгоиграющей пластинке «Булат Окуджава. Песни», выпущенной фирмой «Мелодия» в 1976 году.
Помимо Булата Окуджавы, «Грузинскую песню» исполняли Елена Камбурова, Жанна Бичевская, Тамара Гвердцители, Вахтанг Кикабидзе, Иосиф Кобзон, Татьяна и Сергей Никитины, Марина Девятова, Олег Погудин, Лариса Герштейн, Зара и другие. Песня вошла во второй альбом творческого проекта «Песни нашего века», созданный в 1999 году, а также в отдельный альбом «Песни Булата Окуджавы», выпущенный в рамках того же проекта в 2004 году.
На японском языке «Грузинскую песню» исполняла певица Сигэми Яманоути. Эта песня была включена во второй альбом Яманоути «Молитва», вышедший в 2004 году.

## Анализ и критика
Анализируя текст «Грузинской песни», философ и культуролог Георгий Гачев делал вывод, что её автор — Окуджава — находится в «синтезе Грузинского и Русского миров», на пересечении душ и умов этих народов. С одной стороны, в песне прослеживается жанр тоста, как будто во время грузинского застолья тамада говорит: «Собирайтесь-ка, гости мои, на моё угощенье». С другой стороны, трудно представить, чтобы кто-то на грузинском застолье предлагал «говорите мне прямо в лицо, кем пред вами слыву», — тяга к покаянию и исповеданию скорее характерна для русских посиделок «за водочкою с закуской или без», особенно в узкой компании. По словам Гачева, и в «Грузинской песне», и в других песнях и стихах Окуджавы можно найти как «тамадизм» и полные восхищения тосты от грузинского застолья, так и интонации печали и тоски, более присущие застолью русскому: «И заслушаюсь я, и умру от любви и печали… А иначе зачем на земле этой вечной живу?»
Писатель Дмитрий Быков отмечал, что «Грузинская песня» — одна из немногих окуджавовских песен, к которым он относительно равнодушен, поскольку в ней нет скрещения, контрапункта и фирменного двуголосия. По мнению Быкова, слова этой песни являются перепевом других, более острых и парадоксальных стихов Окуджавы, а её мелодия — обычная и элегическая, в тон тексту. С одной стороны, вероятно, что энергетику этого произведения уменьшают относительно длинные строки (поскольку у Окуджавы стихи такого типа «аморфнее, многословнее»), а с другой — восприятию может мешать ничем не сниженный пафос. Кроме того, определённую роль играет то, что впоследствии эта песня была «растащена» на цитаты и подражания. В целом, по словам Быкова, нельзя не признать, что «Грузинская песня» — это «вещь кризисная, скорее декларативная и стилизаторская, нежели эмоционально-точная, как раньше».

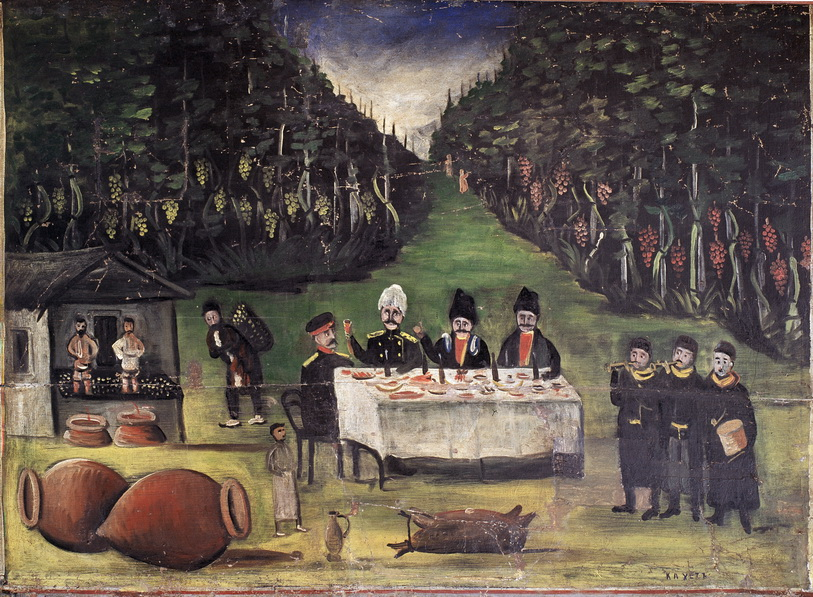
Нико Пиросмани. Праздник сбора урожая (Ртвели)

Филолог Владислав Зайцев писал, что в «Грузинской песне» Окуджавы «нашла великолепное художественное воплощение философская и народно-поэтическая символика», связанная с истоками и первоосновами бытия и творчества — «животворящей земной твердью, воздушной и водной стихиями, конкретизированными в зримых, пластически-живописных образах-символах», таких как «белый буйвол, и синий орёл, и форель золотая». Зайцев отмечал, что в образной структуре «Грузинской песни» (включая цветовую палитру встречающихся образов) ощущается та же фольклорная символика, которая в своё время стала яркой отличительной чертой творчества самобытного грузинского художника-примитивиста Нико Пиросмани. По словам Зайцева, общечеловеческое звучание произведению Окуджавы придаёт сквозной образ «земли этой вечной», проходящий рефреном через всё стихотворение, — именно из этой тёплой и вечной земли вырастает, «в неё уходит и неизменно возрождается мотив бренной и прекрасной человеческой жизни в её глубинных проявлениях самых нежных и сокровенных, дружеских и любовных чувств и взаимоотношений».
Филологи Евгения Букаты и Любовь Бояркина отмечали, что в «Грузинской песне» Окуджава проводит параллель между последовательными этапами человеческой жизни и стадиями развития винограда — «виноградная косточка — лоза — спелая гроздь», при этом последняя, четвёртая строфа становится философско-мифопоэтическим итогом повествования. По мнению Букаты и Бояркиной, сочетание красного, чёрного и белого цветов («В тёмно-красном своём будет петь для меня моя Дали, / в чёрно-белом своём преклоню перед нею главу…») можно отождествить с древней фольклорной цветовой гаммой «кровь — земля — молоко, снег». В то же время образы священных животных — «белый буйвол, и синий орёл, и форель золотая» — составляют «вечный тетраморфный образ», в котором они символизируют разные стихии: буйвол — землю, орёл — воздух и огонь, форель или другая рыба — воду. Сравнивая «Грузинскую песню» Окуджавы со стихотворением Анри Волохонского «Рай» (на слова которого композитор Владимир Вавилов написал песню «Город золотой»), Букаты и Бояркина писали, что оба произведения «объединяет интенция воспеть красоту, райскую или земную (подобную райской) гармонию», чтобы увлечь человека желанием попасть в такое место или создать его своим трудом.